# Телеозаври

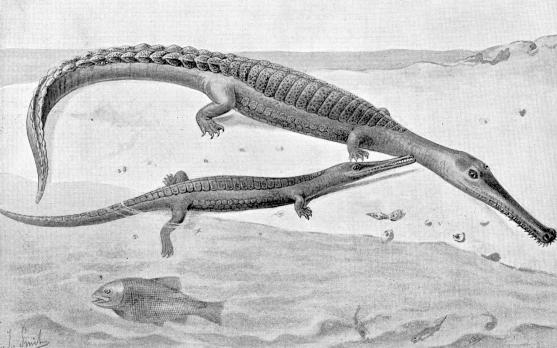
Телеозаври (старий малюнок, 1894 року

Телеозаври (лат. Teleosauridae) — викопні морські крокодили юрського періоду.

## Синоніми
- Mystriosauri Fitzinger, 1843
- Mystriosauridae Fitzinger, 1843[1]
- Steneosauridae Owen, 1843

## Опис
На вигляд схожі з сучасним гавіалом, від якого відрізняються головним чином присутністю черевного панцира і двояковігнутими хребцями, що вказують на низьку організацію. Як і у гавіала, у телеозавра передусім у вічі впадає подовжена вузька морда, усаджена гострими зубами, на самому кінці якої знаходяться сполучені ніздрі.

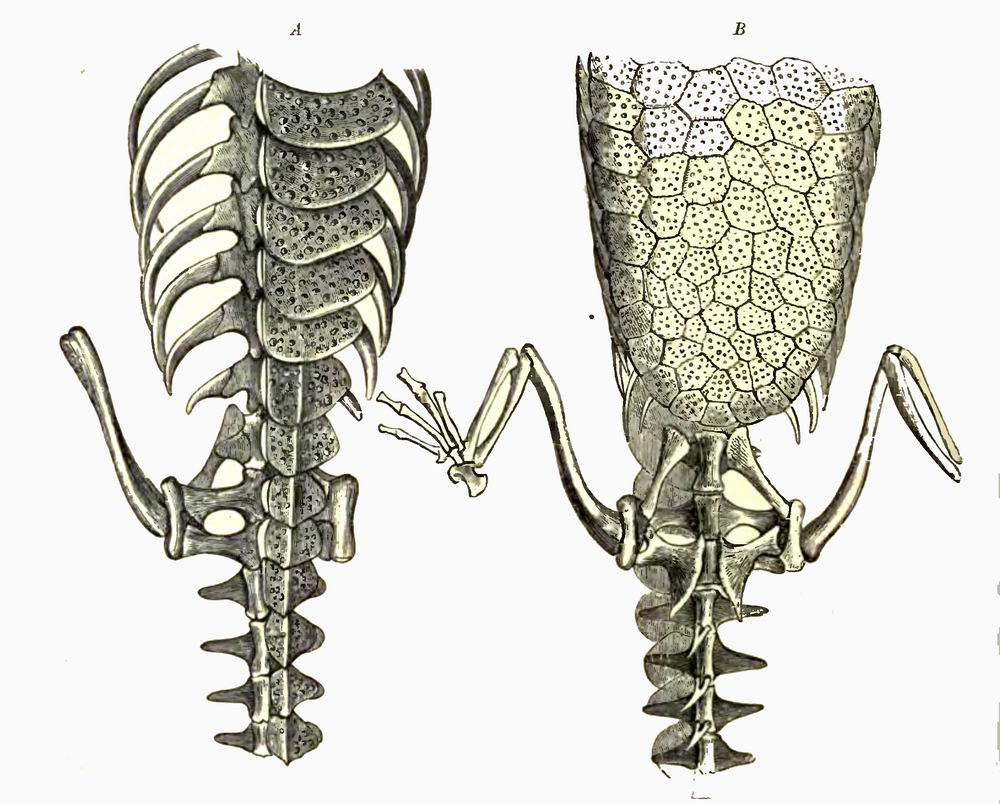
Частина тулуба з панциром телеозавра

Тулуб телеозавра був покритий кістяними щитками, які на спинній стороні розташовувалися двома подовжніми рядами; тоді як на череві суцільний панцир складався з декількох рядів дрібніших кістяних пластинок. Телеозаври мали слабо розвинені передні кінцівки, що повинне було утрудняти їх пересування на суші і робило їх переважно водними мешканцями, а також сильним довгим хвостом, який допомагав при плаванні.
Дорослі телеозаври досягали 6 м довжини (тобто мало відрізнялися і в цьому відношенні від гавіала, що живе нині).
Окремі кістки і повні скелети телеозаврів і близьких до нього містріозавра і пелагозавра зустрічаються в прекрасно збереженому стані у відкладеннях юрського періоду у Франції, Німеччині і Англії.

## Роди телеозаврів
| Рід             | Епоха                    | Місця знахідок | Примітки             | Синоніми                                       |
| --------------- | ------------------------ | -------------- | -------------------- | ---------------------------------------------- |
| †Lemmysuchus    | середня юра              | Англія         |                      |                                                |
| † Machimosaurus | пізня юра — рання крейда | Африка Європа  |                      |                                                |
| † Mystriosaurus | рання юра                | Європа         |                      |                                                |
| † Peipehsuchus  | рання юра                | Азія           | Можливо не телеозавр |                                                |
| † Pelagosaurus  | рання юра                | Європа         |                      | Pelagosuchus (ймовірно, описка)                |
| † Platysuchus   | рання юра                | Європа         |                      |                                                |
| † Steneosaurus  | рання юра — рання крейда | Африка Європа  |                      | Aeolodon Mycterosuchus Mystriosaurus Sericodon |
| † Teleosaurus   | середня юра              | Європа         |                      |                                                |